# Lycodes sadoensis
Lycodes sadoensis es una especie de pez de la familia de los Zoarcidae en el orden de los perciformes.

## Hábitat
Es un pez de mar y de Clima templado que vive hasta los 235 m de profundidad.

## Distribución geográfica
Se encuentra en el Mar del Japón.

## Observaciones
Es inofensivo para los humanos. 